# 阿里斯提亚斯
阿里斯特亚斯 (普罗克奈苏斯)（希臘語：Ἀριστέας），约活动于公元前7世纪前后。六音步诗人，忠诚于阿波罗的神职人员，他著有三卷本史诗，记述了他越过黑海旅行，这部史诗后来成为地理和历史资料的来源之一，现仅存残篇。

## 扩展阅读
- Bolton, James David Pennington (1962) Aristeas of Proconnesus Clarendon Press, Oxford, OCLC 1907787 （页面存档备份，存于）